# Силхетська мова
Силхетська мова (Силоті-наґрі: ꠍꠤꠟꠐꠤ, [silɔʈi]; бенг. সিলেটি, [sileʈi]) — індоарійська мова, якою говорять приблизно 11 мільйонів людей, переважно в регіоні Сілет у Бангладеші, долині Барак в індійському штаті Ассам, та північних частинах штату Трипура. Крім того, значна кількість носіїв живе в індійських штатах Мегхалая, Маніпур та Нагаленд, а також за кордоном — у Великій Британій, Сполучених Штатах, Канаді та на Близькому Сході.
Цю мову розглядають або як окрему мову, або як діалект бенгальської. Більшість лінгвістів розглядають її, як самостійну мову, при цьому серед значної кількості носіїв мови існує диглосія, у якій народною мовою є власне силхетська мова, а офіційною — стандартна бенгальська. Деякі хибно вважають її "спотвореною" формою бенгальської, щобільше, повідомляється про перехід носіїв силхетської у Бангладеші, Індії та в діаспорі на бенгальську мову; проте у Великій Британії силхетська живіша, ніж бенгальська.